# Universidad de Educación de Miyagi
La Universidad de Educación de Miyagi (宮城教育大学 Miyagi kyoiku Daigaku, comúnmente abreviado Mikyōdai) es una universidad nacional localizada en Sendai, Miyagi, Japón. Fue fundada en 1873 y catalogada como Universidad en 1965. Está acreditada por el Ministerio japonés de Educación (MEXT) como universidad pública de educación mixta y clasificada en el primer nivel de las escuelas principales de Japón.

## Alumnos Notables
- Hirohiko Araki, mangaka.
- Mikiko Shiroma, alcaldesa de Naha.
- Jeffrey Bayliss, profesor de Historia doctorado en Harvard.

- Datos: Q1888278
- Multimedia: Miyagi University of Education / Q1888278